# Santadi
Santadi  es un municipio de Italia de 3.767 habitantes en la provincia de Cerdeña del Sur, región de Cerdeña.

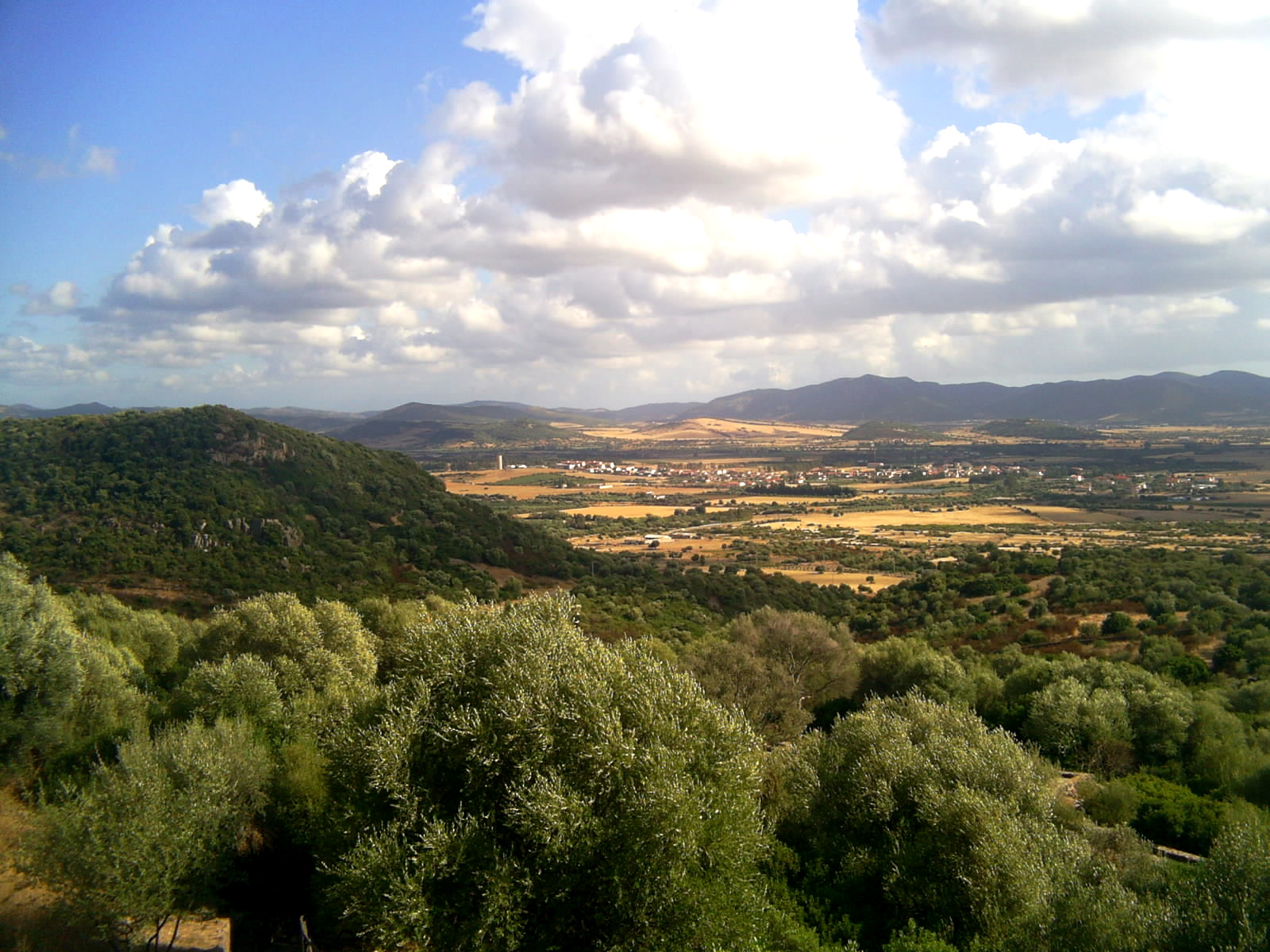
Santadi.

## Evolución demográfica
| Gráfica de evolución demográfica de Santadi entre 1861 y 2001 |
|                                                               |
| Fuente ISTAT - Elaboración gráfica de Wikipedia               |